# Britische Unterhauswahl 2010
| Regierung (363): Conservative 306 LibDem 57 |  | Opposition (286): Labour 258 DUP 8 SNP 6 SF 5 * Plaid 3 SDLP 3 Green 1 Alliance 1 Unabh. 1 |
| Speaker 1                                   |  |                                                                                            |

Zusammensetzung:
^{*} Die Sinn-Féin-Mandate werden in Westminster nicht eingenommen.

Die britische Unterhauswahl am 6. Mai 2010 fand turnusgemäß fünf Jahre nach der Wahl vom 5. Mai 2005 statt.

Für die Labour Party, die seit drei Wahlperioden führende Regierungspartei war, trat Gordon Brown an, für die Conservative Party („Tories“) David Cameron und für die Liberal Democrats Nick Clegg.
Die Konservativen gewannen an Wählerstimmen und Wahlkreismandaten stark hinzu und wurden stärkste Kraft im Unterhaus, verfehlten aber die angestrebte absolute Mehrheit im Unterhaus. Am 11. Mai 2010 trat Brown von seinem Amt als Premierminister zurück und Cameron wurde von der Königin zum Premierminister ernannt. Er bildete eine Koalition mit den Liberal Democrats unter Clegg. Dies war die erste Koalitionsbildung im Vereinigten Königreich seit Generationen. Zum ersten Mal seit der Unterhauswahl vom Februar 1974 kam es zu einem Hung parliament.

## Wahlmodus
Die Wahl fand am 6. Mai 2010 wie auch die vorangegangene Wahl nach dem relativen Mehrheitswahlrecht in 649 einzelnen Wahlkreisen statt. Im englischen Wahlkreis Thirsk and Malton fand die Wahl erst am 27. Mai 2010 statt, da der dortige Kandidat der UK Independence Party kurz vor dem Wahltermin gestorben war. Seit der letzten Wahl waren vier Wahlkreise hinzugekommen, die alle in England liegen. Der Kandidat mit der höchsten Wählerstimmenzahl gewinnt (first-past-the-post), einen zweiten Wahlgang gibt es nicht. Dieses Wahlrecht begünstigt große Parteien wie die Konservativen und Labour und Regionalparteien wie die Scottish National Party und Plaid Cymru. Mittelgroße Parteien wie die Liberal Democrats oder kleinere Parteien ohne ausgesprochene regionale Schwerpunkte sind benachteiligt.

## Neufestsetzung der Wahlkreisgrenzen
Seit der letzten Wahl 2005 wurden die Wahlkreise nach Vorschlägen der Boundary Commissions in England, Wales und Nordirland neu abgegrenzt, um Bevölkerungsveränderungen Rechnung zu tragen. Insgesamt kamen vier Wahlkreise hinzu; die Anzahl der Sitze erhöhte sich von 646 auf 650. Alle vier neuen Wahlkreise lagen in England, das damit nun auf 533 Wahlkreise kam. Nordirland behielt weiter 18 Wahlkreise, deren Grenzen zum Teil aber geringfügig geändert wurden. Die Zahl der walisischen Wahlkreise blieb unverändert bei 40, allerdings bei zum Teil erheblich veränderten Wahlkreisgrenzen. Die Grenzen der 59 schottischen Wahlkreise waren schon 2004 neu festgelegt worden, so dass jetzt keine Änderung erfolgte. Die 533 englischen Wahlkreise wiesen im Mittel 69.400 Wähler auf (Minimum: 56.000 im Wahlkreis Wirral West, Maximum: 103.500 Wähler im Wahlkreis Isle of Wight), die 18 nordirischen Wahlkreise hatten im Mittel 61.300 Wähler (Minimum: 55.000 im Wahlkreis Belfast West, Maximum: 72.800 Wähler im Wahlkreis North Antrim), die 59 schottischen Wahlkreise hatten im Mittel 67.700 Wähler (Minimum: 21.800 im Wahlkreis Na h-Eileanan an Iar, Maximum: 78.700 Wähler im Wahlkreis Linlithgow and East Falkirk) und die 40 walisischen Wahlkreise hatten im Mittel 55.600 Wähler (Minimum: 43.000 im Wahlkreis Arfon, Maximum: 68.200 Wähler im Wahlkreis Vale of Glamorgan). Damit waren die „Randgebiete“ Schottland, Wales und Nordirland insgesamt etwas überrepräsentiert.

## Wahlkreise der Spitzenkandidaten

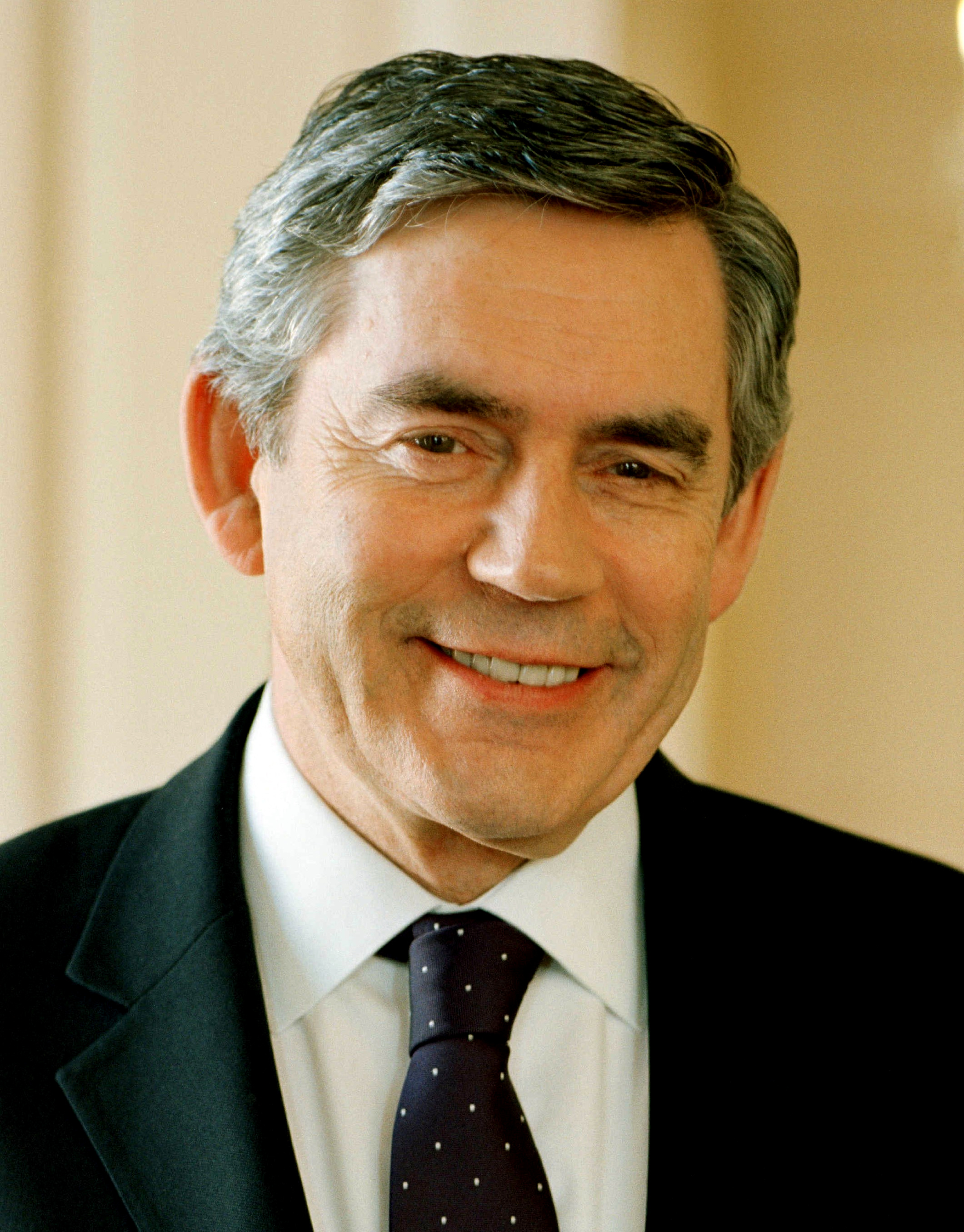
Premierminister Gordon Brown (Labour)
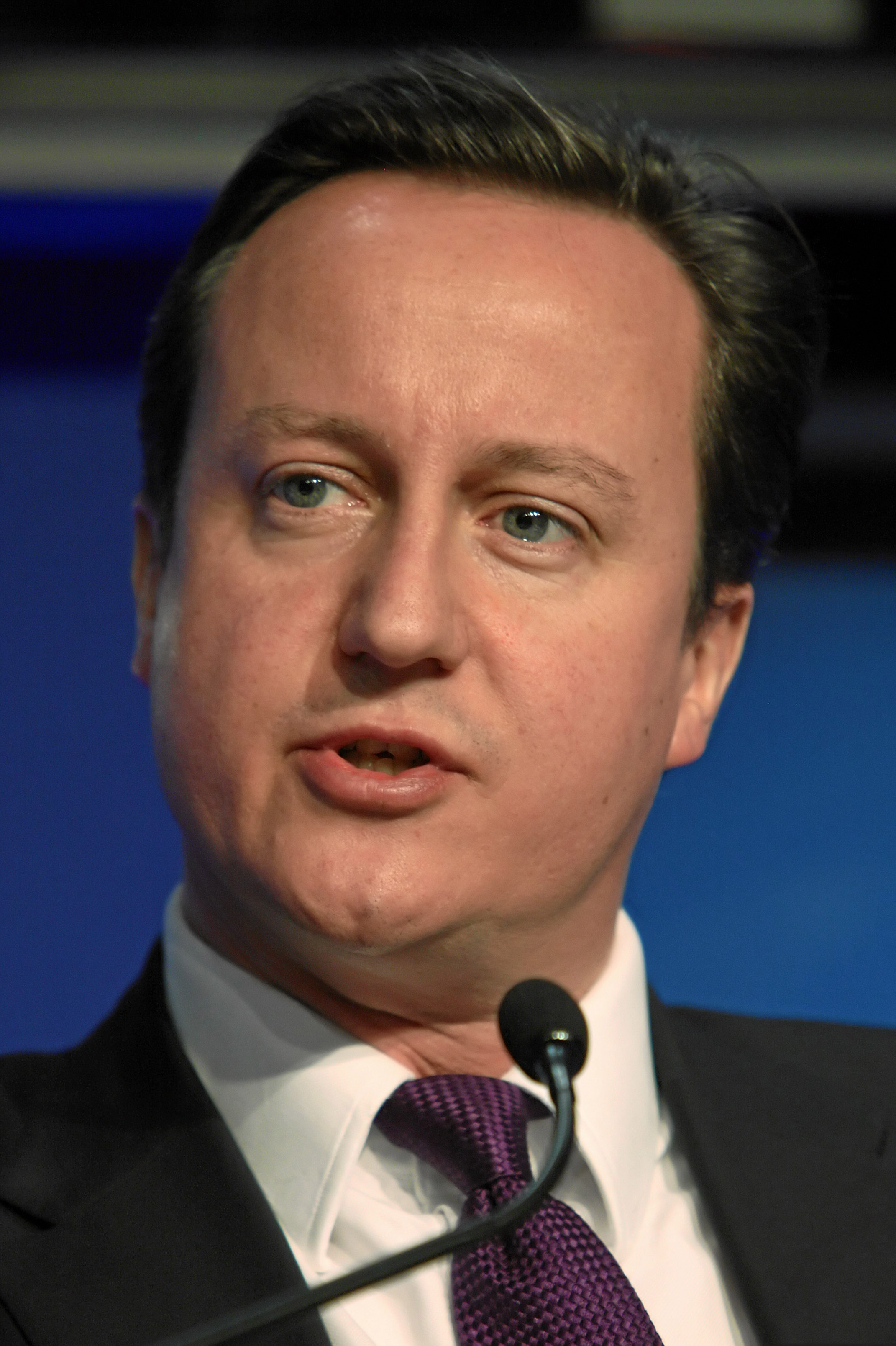
Oppositionsführer David Cameron (Conservatives)
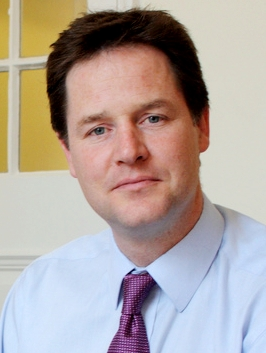
Member of Parliament Nick Clegg (Liberal Democrats)

Brown trat in seinem schottischen Heimatwahlkreis Kirkcaldy and Cowdenbeath (Fife) an. Auch Cameron und Clegg gingen in ihren angestammten Wahlkreisen (seit 2001 bzw. 2005) ins Rennen: Cameron in Witney (Oxfordshire), Clegg in Sheffield Hallam (südwestliches Sheffield, South Yorkshire).

## Prognosen vor der Wahl

Umfrageergebnisse in den Jahren 2005–2010:
Konservative
Labour
Liberal Democrats
Andere

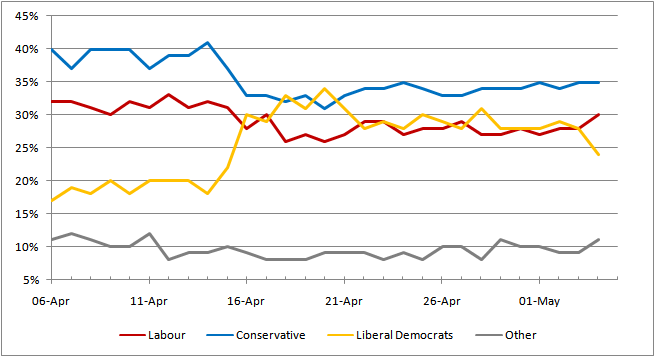
Umfrageergebnisse seit dem 6. April 2010

In praktisch allen Wahlumfragen seit dem Jahr 2008 lagen die Konservativen vor Labour. In den ersten zehn Tagen nach der Bekanntgabe des Wahltermins lagen die Liberal Democrats in Meinungsumfragen zwischen 17 und 22 %; nach der ersten TV-Debatte zwischen Brown, Cameron und Clegg sprang dieser Wert auf etwa 30 % und blieb dann bis zur Wahl etwa gleichauf mit Labour. Das relative Mehrheitswahlrecht macht genaue Prognosen der Mehrheitsverhältnisse im zukünftigen Unterhaus unmöglich, da schon kleine Mehrheitsänderungen in den Wahlkreisen gravierende Sitzverschiebungen im Unterhaus zur Folge haben können.

## Wahlkampf
Sowohl die Konservativen als auch Labour strebten eine deutliche Sitzmehrheit im Unterhaus an. Falls die Sitzmehrheit nur knapp gewesen wäre, wäre es wahrscheinlich gewesen, dass die Regierung im Laufe der Legislaturperiode allmählich die Mehrheit verliert, da im Laufe der Zeit gelegentlich Nachwahlen in einzelnen Wahlkreisen (byelections) aufgrund des Ausscheidens eines Sitzinhabers stattfinden, die häufig dann zugunsten der Oppositionskandidaten ausgehen. Der Logik des einfachen Mehrheitswahlrechts folgend konzentrierten sich die großen Parteien stark auf die Wahlkreise, in denen bei der letzten Unterhauswahl der Stimmenabstand zwischen den beiden bestplatzierten Kandidaten gering war (siehe auch Swing State). Bei der Wahl 2005 gab es insgesamt 31 Wahlkreise, in denen der Stimmenabstand zwischen den ersten beiden Kandidaten weniger als 1 Prozentpunkt betrug.
Einige Parteien traten nur in bestimmten Regionen an, so die Scottish National Party nur in Schottland, Plaid Cymru nur in Wales und Sinn Féin, die Social Democratic and Labour Party (SDLP), die Alliance Party of Northern Ireland und die Ulster Unionist Party nur in Nordirland. Die Respect Party, eine linksgerichtete Abspaltung von Labour, die bei der letzten Wahl einen Londoner Wahlkreis gewonnen hatte, stellte nur Kandidaten in England und Wales auf.
In insgesamt drei großen öffentlichen TV-Debatten traten die Kandidaten Brown, Cameron und Clegg gegeneinander an. Bei allen Kandidaten stand die Wirtschaftskrise und deren Überwindung im Mittelpunkt. Premierminister Brown betonte dabei seine ökonomische Kompetenz und sein entschlossenes Handeln, die es ermöglicht hätten, dass die Bankenkrise nicht in eine allgemeine Rezession übergegangen sei. Cameron argumentierte, eine verfehlte Wirtschaftspolitik habe mit zur Krise geführt; er warf der Labour-Regierung Verschwendung öffentlicher Gelder vor und betonte, dass Großbritannien unter seiner Führung nie der Eurozone beitreten würde. Clegg forderte einen grundlegenden Umbau des Bankensystems und des Steuersystems, zu dem Labour nicht in der Lage gewesen sei und zu dem die Konservativen nicht willens seien.

## Ergebnisse

### Landesweite Ergebnisse

Ergebnisse nach Wahlkreisen. Die Farben entsprechen der nebenstehenden Tabelle.

Die Wahlbeteiligung lag mit 65,1 % merklich höher als bei der Wahl 2005 (61,4 %).
† Die 5 Sinn Féin-Abgeordneten nahmen ihre Plätze in Westminster nicht ein und sind deshalb nicht dargestellt.
| Partei                | Partei                                                | Stimmen    | Stimmen | Stimmen | Mandate | Mandate | Mandate | Mandate |
| Partei                | Partei                                                | Anzahl     | %       | +/−     | Anzahl  | +/−     | %       | +/−     |
| --------------------- | ----------------------------------------------------- | ---------- | ------- | ------- | ------- | ------- | ------- | ------- |
|                       | Conservative Party                                    | 10.703.654 | 36,1    | +3,7    | 306     | +108    | 47,1    | +17,3   |
|                       | Labour Party                                          | 8.606.517  | 29,0    | −6,2    | 258     | −97     | 39,7    | −15,4   |
|                       | Liberal Democrats                                     | 6.836.248  | 23,0    | +1,0    | 57      | −5      | 8,8     | −1,0    |
|                       | UK Independence Party                                 | 919.471    | 3,1     | +0,9    | −       | −       | 0,0     | −       |
|                       | British National Party                                | 564.321    | 1,9     | +1,2    | −       | −       | 0,0     | −       |
|                       | Scottish National Party                               | 491.386    | 1,7     | +0,2    | 6       | −       | 0,9     | −       |
|                       | Green Party of England and Wales                      | 285.612    | 1,0     | −       | 1       | +1      | 0,2     | +0,2    |
|                       | Unabhängige                                           | 182.299    | 0,6     | −       | 1       | −       | 0,1     | −       |
|                       | Sinn Féin                                             | 171.942    | 0,6     | −       | 5       | −       | 0,8     | −       |
|                       | Democratic Unionist Party                             | 168.216    | 0,6     | −0,3    | 8       | −1      | 1,2     | −0,2    |
|                       | Plaid Cymru                                           | 165.394    | 0,6     | −       | 3       | −       | 0,5     | +0,2    |
|                       | Social Democratic and Labour Party (SDLP)             | 110.970    | 0,4     | −0,1    | 3       | −       | 0,5     | +0,2    |
|                       | Ulster Conservatives and Unionists                    | 102.361    | 0,3     | +0,3    | −       | −       | 0,0     | −       |
|                       | English Democrats                                     | 64.826     | 0,2     | +0,1    | −       | −       | 0,0     | −       |
|                       | Alliance Party of Northern Ireland                    | 42.762     | 0,1     | −       | 1       | +1      | 0,1     | +0,1    |
|                       | Respect                                               | 33.251     | 0,1     | −0,2    | −       | −1      | 0,0     | −0,1    |
|                       | Traditional Unionist Voice                            | 26.300     | 0,1     | +0,1    | −       | −       | 0,0     | −       |
|                       | Speaker                                               | 22.860     | 0,1     | −       | 1       | −       | 0,1     | −       |
|                       | Christian Party                                       | 18.622     | 0,1     | +0,1    | –       | –       | 0,0     | –       |
|                       | Independent Kidderminster Hospital and Health Concern | 16.150     | 0,1     | –       | –       | −1      | 0,0     | –       |
|                       | Independent Save Our Green Belt                       | 12.174     | 0,0     | –       | –       | −       | 0,0     | –       |
|                       | Trade Unionist and Socialist Coalition                | 11.913     | 0,0     | –       | –       | –       | 0,0     | –       |
|                       | Sonstige                                              | 130.355    | 0,3     | −       | −       | −       | 0,0     | −       |
|                       | Gesamt                                                | 29.687.604 | 100,0   |         | 650     |         | 100,0   |         |
| Wahlberechtigte       | Wahlberechtigte                                       | 45.597.461 |         |         |         |         |         |         |
| Wahlbeteiligung       | Wahlbeteiligung                                       | 65,1 %     |         |         |         |         |         |         |
| Quelle: UK Parliament |                                                       |            |         |         |         |         |         |         |

### Ergebnisse nach einzelnen Landesteilen

#### England
In England gewannen die Konservativen mit 298 von 533 die absolute Mehrheit an Wahlkreisen (55,9 %). Die Liberaldemokraten gewannen mit 24,2 % etwas weniger Stimmen als Labour (28,1 %), erhielten aufgrund des Wahlrechtes aber nur 8,1 % der englischen Sitze. Eine Überraschung war der Sieg von Caroline Lucas, der Parteivorsitzenden der Green Party of England and Wales, gegen die Labour-Kandidatin im englischen Wahlkreis Brighton Pavilion. Im Wahlkreis Thirsk and Malton konnte erst am 27. Mai 2010 gewählt werden, da der Kandidat der UKIP (UK Independence Party) kurz vor dem Wahltermin gestorben war. Dort wurde die konservative Kandidatin Anne McIntosh gewählt.

England (533 Wahlkreise)

| Partei          | Partei                                                | Stimmen    | Stimmen | Stimmen | Mandate | Mandate |
| Partei          | Partei                                                | Anzahl     | %       | +/−     | Anzahl  | +/−     |
| --------------- | ----------------------------------------------------- | ---------- | ------- | ------- | ------- | ------- |
|                 | Conservative Party                                    | 9.931.029  | 39,6    | +3,9    | 298     | +92     |
|                 | Labour Party                                          | 7.042.398  | 28,1    | −7,4    | 191     | −87     |
|                 | Liberal Democrats                                     | 6.076.189  | 24,2    | +1,3    | 43      | −4      |
|                 | UK Independence Party                                 | 866.633    | 3,5     | +0,9    | −       | −       |
|                 | British National Party                                | 532.333    | 2,1     | +1,3    | −       | −       |
|                 | Green Party of England and Wales                      | 258.954    | 1,0     | −0,1    | 1       | +1      |
|                 | English Democrats                                     | 64.826     | 0,3     | +0,2    | −       | −       |
|                 | Respect                                               | 33.251     | 0,1     | −0,2    | −       | −1      |
|                 | Independent Kidderminster Hospital and Health Concern | 16.150     | 0,1     | 0,0     | −       | −1      |
|                 | Christian Party                                       | 15.841     | 0,1     | −       | −       | −       |
|                 | Trade Unionist and Socialist Coalition                | 8.404      | 0,0     | −       | −       | −       |
|                 | Sonstige                                              | 239.089    | 0,9     | −       | −       | −       |
|                 | Gesamt                                                | 25.085.097 | 100,0   |         | 533     |         |
| Wahlberechtigte | Wahlberechtigte                                       | 38.300.110 |         |         |         |         |
| Wahlbeteiligung | Wahlbeteiligung                                       | 65,5 %     | +4,5    |         |         |         |

#### Schottland
Die Wahlergebnisse in Schottland unterschieden sich deutlich von denen in England. In Schottland erhielten die Konservativen 16,7 % der Stimmen, aber (wie auch bei der Wahl 2005) nur einen einzigen der 59 Wahlkreise. Die Labour Party konnte an Stimmenzahl noch etwas zulegen und blieb mit dem Gewinn von mehr als 2/3 der Wahlkreise die dominierende politische Kraft in Schottland.
Möglicherweise spielte der Umstand, dass der Labour-Vorsitzende und bisherige Premierminister Brown ein Schotte ist, eine Rolle.
Die Liberal Democrats erreichten mit 11 gewonnenen Parlamentssitzen ebenfalls ein Ergebnis, das über ihrem Landesdurchschnitt lag. Der Parteiführer der Scottish National Party Alex Salmond sprach vom „besten Ergebnis der SNP seit den 1970ern“.

Schottland (59 Wahlkreise)

| Partei          | Partei                                 | Stimmen   | Stimmen | Stimmen | Mandate | Mandate |
| Partei          | Partei                                 | Anzahl    | %       | +/−     | Anzahl  | +/−     |
| --------------- | -------------------------------------- | --------- | ------- | ------- | ------- | ------- |
|                 | Labour Party                           | 1.035.528 | 42,0    | +2,5    | 41      | −       |
|                 | Scottish National Party                | 491.386   | 19,9    | +2,3    | 6       | −       |
|                 | Liberal Democrats                      | 465.471   | 18,9    | −3,7    | 11      | −       |
|                 | Conservative Party                     | 412.855   | 16,7    | +0,9    | 1       | −       |
|                 | UK Independence Party                  | 17.223    | 0,7     | +0,3    | −       | −       |
|                 | Scottish Green Party                   | 16.827    | 0,7     | −0,3    | −       | −       |
|                 | Trade Unionist and Socialist Coalition | 3.530     | 0,1     | +0,3    | −       | −       |
|                 | Scottish Socialist Party               | 3.157     | 0,1     | −1,7    | −       | −       |
|                 | Christian Party                        | 835       | 0,0     | −       | −       | −       |
|                 | Sonstige                               | 18.910    | 0,9     | −0,1    | −       | −       |
|                 | Gesamt                                 | 2.465.722 | 100,0   |         | 59      |         |
| Wahlberechtigte | Wahlberechtigte                        | 3.863.042 |         |         |         |         |
| Wahlbeteiligung | Wahlbeteiligung                        | 63,8 %    | +3,0    |         |         |         |

#### Wales
Auch in Wales blieb die Labour Party die dominierende Partei und gewann mit 26 Sitzen mehr als die Hälfte aller walisischen Wahlkreise. Sie verzeichnete merkliche Stimmen- und Sitzverluste im Vergleich zur Wahl 2005. Die Konservativen gewannen 5 Mandate hinzu. In den drei Wahlkreisen Arfon, Dwyfor Meirionnydd und Carmarthen East & Dinefwr gewannen Kandidaten der regional-walisischen Partei Plaid Cymru die Wahl. Der Parteiführer von Plaid Cymru Ieuan Wyn Jones zeigte sich enttäuscht und kritisierte den Ausschluss seiner Partei (und der SNP) von den Fernsehdebatten der großen Parteiführer. Dies habe dazu beigetragen, dass seine Partei nicht mehr Mandate erhielt.

Wales (40 Wahlkreise)

| Partei          | Partei                                 | Stimmen   | Stimmen | Stimmen | Mandate | Mandate |
| Partei          | Partei                                 | Anzahl    | %       | +/−     | Anzahl  | +/−     |
| --------------- | -------------------------------------- | --------- | ------- | ------- | ------- | ------- |
|                 | Labour Party                           | 531.601   | 36,2    | −6,5    | 26      | −4      |
|                 | Conservative Party                     | 382.730   | 26,1    | +4,7    | 8       | +5      |
|                 | Liberal Democrats                      | 295.164   | 20,1    | +1,7    | 3       | −1      |
|                 | Plaid Cymru                            | 165.394   | 11,3    | −1,3    | 3       | +1      |
|                 | UK Independence Party                  | 35.690    | 2,4     | +1,0    | −       | −       |
|                 | British National Party                 | 23.088    | 1,6     | +1,5    | −       | −       |
|                 | Green Party of England and Wales       | 6.293     | 0,4     | −0,1    | −       | −       |
|                 | Christian Party                        | 1.947     | 0,1     | −       | −       | −       |
|                 | Trade Unionist and Socialist Coalition | 341       | 0,0     | −       | −       | −       |
|                 | Sonstige                               | 4.442     | 1,8     | −1,0    | −       | −1      |
|                 | Gesamt                                 | 1.446.685 | 100,0   |         | 40      |         |
| Wahlberechtigte | Wahlberechtigte                        | 2.265.125 |         |         |         |         |
| Wahlbeteiligung | Wahlbeteiligung                        | 64,8 %    | +2,2    |         |         |         |

#### Nordirland
Das bedeutendste Ergebnis in Nordirland war der Verlust des Wahlkreises East Belfast durch Peter Robinson (DUP) an die Kandidatin der Alliance Naomi Long. Dies war der erste Wahlkreis, den die Alliance in Nordirland bei Wahlen zum Unterhaus überhaupt gewinnen konnte. Das Wahlergebnis im Wahlkreis Fermanagh South Tyrone ging so knapp aus, dass die Stimmen dreimal gezählt wurden. Michelle Gildernew (Sinn Féin) gewann gegen den unionistischen Kandidaten Rodney Connor. Den Wahlkreis Down North gewann mit großem Abstand die parteiunabhängige Kandidatin Sylvia Hermon, die wenige Wochen zuvor aus der Ulster Unionist Party ausgetreten war. Auffällig war die insgesamt deutlich geringere Wahlbeteiligung im Gegensatz zur Wahl 2005.

Nordirland (18 Wahlkreise)

| Partei          | Partei                                    | Stimmen   | Stimmen | Stimmen | Mandate | Mandate |
| Partei          | Partei                                    | Anzahl    | %       | +/−     | Anzahl  | +/−     |
| --------------- | ----------------------------------------- | --------- | ------- | ------- | ------- | ------- |
|                 | Sinn Féin                                 | 171.942   | 25,5    | +1,2    | 5       | −       |
|                 | Democratic Unionist Party                 | 168.216   | 25,0    | −8,7    | 8       | −1      |
|                 | Social Democratic and Labour Party (SDLP) | 110.970   | 16,5    | −1,0    | 3       | −       |
|                 | Ulster Unionist Party                     | 102.361   | 15,2    | −2,6    | 0       | −1      |
|                 | Alliance Party of Northern Ireland        | 42.762    | 6,3     | +2,4    | 1       | +1      |
|                 | Traditional Unionist Voice                | 26.300    | 3,9     | −       | −       | −       |
|                 | Green Party in Northern Ireland           | 3.542     | 0,5     | −       | −       | −       |
|                 | Sonstige                                  | 47.778    | 7,1     | +4,0    | 1       | +1      |
|                 | Gesamt                                    | 673.871   | 100,0   |         | 18      |         |
| Wahlberechtigte | Wahlberechtigte                           | 1.169.184 |         |         |         |         |
| Wahlbeteiligung | Wahlbeteiligung                           | 57,6 %    | −7,8    |         |         |         |

## Nachwahlen
| Wahlkreis                                                        | Datum      | Ausgeschiedene    | Ausgeschiedene | Nachgerückte      | Nachgerückte |
| Wahlkreis                                                        | Datum      | Name              | Partei         | Name              | Partei       |
| ---------------------------------------------------------------- | ---------- | ----------------- | -------------- | ----------------- | ------------ |
| Oldham East and Saddleworth                                      | 13.01.2011 | Phil Woolas       | Labour         | Debbie Abrahams   | Labour       |
| Barnsley Central                                                 | 03.03.2011 | Eric Illsley      | Labour         | Dan Jarvis        | Labour       |
| Leicester South                                                  | 05.05.2011 | Peter Soulsby     | Labour         | Jonathan Ashworth | Labour       |
| Belfast West                                                     | 09.06.2011 | Gerry Adams       | Sinn Féin      | Paul Maskey       | Sinn Féin    |
| Inverclyde                                                       | 30.06.2011 | David Cairns      | Labour         | Iain McKenzie     | Labour       |
| Feltham and Heston                                               | 15.12.2011 | Alan Keen         | Labour         | Seema Malhotra    | Labour       |
| Bradford West                                                    | 29.03.2012 | Marsha Singh      | Labour         | George Galloway   | Labour       |
| Cardiff South and Penarth                                        | 15.11.2012 | Alun Michael      | Labour         | Stephen Doughty   | Labour       |
| Corby                                                            | 15.11.2012 | Louise Mensch     | Cons           | Andy Sawford      | Labour       |
| Croydon North                                                    | 29.11.2012 | Malcolm Wicks     | Labour         | Steve Reed        | Labour       |
| Manchester Central                                               | 15.11.2012 | Tony Lloyd        | Labour         | Lucy Powell       | Labour       |
| Middlesbrough                                                    | 29.11.2012 | Stuart Bell       | Labour         | Andy McDonald     | Labour       |
| Rotherham                                                        | 29.11.2012 | Denis MacShane    | Labour         | Sarah Champion    | Labour       |
| Eastleigh                                                        | 28.02.2013 | Chris Huhne       | LD             | Mike Thornton     | LD           |
| Mid Ulster                                                       | 07.03.2013 | Martin McGuinness | Sinn Féin      | Francie Molloy    | Sinn Féin    |
| South Shields                                                    | 02.05.2013 | David Miliband    | Labour         | Emma Lewell-Buck  | Labour       |
| Wythenshawe and Sale East                                        | 13.02.2014 | Paul Goggins      | Labour         | Mike Kane         | Labour       |
| Newark                                                           | 05.06.2014 | Patrick Mercer    | Cons           | Robert Jenrick    | Cons         |
| Clacton                                                          | 09.10.2014 | Douglas Carswell  | Cons           | Douglas Carswell  | UKIP         |
| Heywood and Middleton                                            | 09.10.2014 | Jim Dobbin        | Labour         | Liz McInnes       | Labour       |
| Rochester and Strood                                             | 20.11.2014 | Mark Reckless     | Cons           | Mark Reckless     | UKIP         |
|                                                                  |            |                   |                |                   |              |
| Quelle: House of Commons Library, By-elections results 2010–2015 |            |                   |                |                   |              |

## Nach der Wahl

### Ablauf der Wahl und erste Reaktionen

Auswirkungen des einfachen Mehrheitswahlrechts:
innerer Kreis = Wählerstimmen
äußerer Kreis = gewonnene Mandate

Die Wahl verlief weitgehend planmäßig ohne größere Zwischenfälle. Als Skandal wurde allerdings empfunden, dass etliche 100 Wahlberechtigte in verschiedenen Wahlkreisen nicht dazu kamen ihre Stimme abzugeben, da sie sich in lange Schlangen vor den Wahllokalen einreihen mussten und die Wahllokale pünktlich schlossen, bevor sie an der Reihe gewesen waren. Im Wahlkreis Liverpool Wavertree fehlten in einigen Wahllokalen Stimmzettel, nachdem die Wahlbeteiligung unerwartet hoch ausfiel, so dass mindestens ein Wahllokal zeitweilig geschlossen werden musste, bis neue Stimmzettel herangeschafft worden waren. Die Auszählung einiger Wahlkreise zog sich bis in den Nachmittag des Folgetages hin. Das knappeste Resultat ergab sich im nordirischen Wahlkreis Fermanagh & South Tyrone, den die bisherige Sitzinhaberin Michelle Gildernew von Sinn Féin mit ganzen vier Stimmen Mehrheit (21.304 gegen 21.300) verteidigen konnte.
Nach Bekanntwerden der ersten vorläufigen Ergebnisse gab es erste Reaktionen der Parteiführer. Clegg bezeichnete das Ergebnis als „Enttäuschung“, Cameron sprach davon, dass Labour das Mandat verloren habe und kündigte eine Regierungsbildung unter seiner Führung an. Premierminister Brown bekundete seinen Stolz, dass er den schottischen Wahlkreis Fife zum siebten Mal in Folge gewonnen hatte und zeigte sich stolz auf die Leistung von Labour. Führende Labourpolitiker wie Peter Mandelson lehnten den Rücktritt Browns ab mit dem Hinweis, dass Cameron „kein Mandat“ erhalten habe. 

### Analyse der Wählerbewegungen: derSwing
In suburbanen und ländlichen Wahlkreisen kam es zu einer starken Wählerbewegung von Labour hin zu den Konservativen. Viele städtische Zentren und schottische Wahlkreise zeigten jedoch kaum eine Veränderung. Die folgenden Karten zeigen die Wählerbewegungen (Swing) von Labour zu den Konservativen, von den Liberal Democrats zu den Konservativen und von Labour zu den Liberal Democrats.

### Koalitionsverhandlungen
| In Betracht gezogene Koalitionen oder Tolerierungsbündnisse | Sitze |
| ----------------------------------------------------------- | ----- |
| Sitze gesamt                                                | 650   |
| Absolute Mehrheit (ab 326 Sitzen)                           |       |
| Tories, LibDems                                             | 363   |
| Labour, LibDems, SNP, PC, Greens, SDLP, Alliance            | 329   |
| Keine Mehrheit (unter 326 Sitzen)                           |       |
| Labour, LibDems, SDLP, Alliance                             | 319   |
| Tories, DUP, Unabh.                                         | 315   |

Erste Spekulationen über mögliche Koalitionen zeigten zwei Szenarien: eine Koalitionsregierung aus Konservativen, Democratic Unionist Party und einer unabhängigen Unionistin unter Cameron auf der einen Seite oder eine Koalition aus Labour, Liberal Democrats und nordirischer SDLP und Alliance Party unter Brown auf der anderen Seite. Bei beiden Szenarien hätten die Koalitionen jedoch keine absolute Mehrheit gehabt. Am Tag nach der Wahl verkündete Cameron, er wollte Gespräche mit den Liberaldemokraten über die Bildung einer möglichen Koalitionsregierung oder die Duldung einer konservativen Minderheitsregierung aufnehmen. Zwischenzeitlich wurde auch die Bildung einer Regenbogenkoalition, aus Labour, Liberal Democrats, schottischer SNP, walisischer Plaid Cymru, Green Party, SDLP und Alliance Party diskutiert. Der Führer der Liberaldemokraten Clegg meinte, angesichts des Wahlergebnisses hätten die Konservativen das Recht, als erste eine Regierungsbildung zu versuchen. Premierminister Brown sagte, er respektiere die Position Cleggs, dass dieser zunächst mit den Konservativen verhandeln wolle. Sollten diese Verhandlungen zu keinem Ergebnis führen, sei er bereit, mit Clegg über die Punkte zu sprechen, bei denen es Möglichkeiten der Übereinkunft gäbe. Als zentraler Punkt in allen Koalitionsverhandlungen kristallisierte sich die Forderung der Liberaldemokraten nach Änderung des bisherigen relativen Mehrheitswahlrechts in Richtung eines Verhältniswahlrechts ab, eine Forderung, die bis dahin von den Konservativen und von Labour abgelehnt wurde.

### Rücktritt Browns und Ernennung Camerons zum Premierminister
Am 11. Mai erklärte Brown seinen Rücktritt vom Amt des Premierministers und Labour-Vorsitzenden. Zuvor waren die Verhandlungen zwischen Labour und den Liberaldemokraten über die Bildung einer Koalitionsregierung gescheitert.
Daraufhin ernannte die Königin Cameron zum neuen Premierminister und beauftragte ihn mit der neuen Regierungsbildung.
In den folgenden Tagen formierte sich das Kabinett Cameron I.